# Мандра (Болгарія)
Ма́ндра (болг. Мандра) — село в Хасковській області Болгарії. Входить до складу общини Хасково.

## Населення
За даними перепису населення 2011 року у селі проживали 477 осіб.
Національний склад населення села:
| Національність   | Кількість осіб | Відсоток |
| ---------------- | -------------- | -------- |
| болгари          | 324            | 74,5%    |
| турки            | 3              | 0,7%     |
| не визначились   | 103            | 23,7%    |
| Всього відповіли | 435            |          |

Розподіл населення за віком у 2011 році:
Динаміка населення: